# Cândido de Oliveira
Cândido Plácido Fernandes de Oliveira (24 de setembre de 1896 - 23 de juny de 1958) va ser un jugador de futbol, entrenador i periodista esportiu portuguès.
El trofeu Supertaça Cândido de Oliveira, la Supercopa de Portugal, porta el seu nom.

## Vida i carrera
Oliveira es va educar a la Casa Pia. Va jugar al Benfica del 1911 al 1920, passant després a la Casa Pia el 1920, de la qual va ser un dels fundadors. Va tenir el seu únic partit amb la selecció portuguesa, en el primer partit de la història de la Selecção das Quinas, el 18 de desembre de 1921, una derrota per 1–3 davant Espanya a Madrid, partit en el qual va ser el capità.
Oliveira també va ser entrenador de l'Sporting i va estar al capdavant, en diverses ocasions, de la selecció portuguesa, fins i tot als Jocs Olímpics de 1928.
Va ser un dels fundadors del diari esportiu A Bola l'any 1945. També va publicar diversos llibres sobre futbol.
La seva oposició a la dictadura portuguesa li va fer passar diverses estades a la presó, inclòs un empresonament a la infame presó de Tarrafal.

## Mort
Oliveira va morir el 23 de juny de 1958 a Estocolm, Suècia, d'una malaltia pulmonar quan cobria la Copa del Món de la FIFA de 1958 per A Bola. Es va sentir malalt uns dies abans, i fins i tot va rebre atenció hospitalària, però el seu esperit de missió el va portar de tornada als estadis i quan va tornar a l'hospital ja era massa tard.